# 横浜市交通局4000形電車
横浜市交通4000形電車（よこはましこうつうきょく4000けいでんしゃ）は、横浜市交通局が横浜市営地下鉄ブルーラインにて運用する通勤形電車。2022年（令和4年）5月2日より営業運転を開始した。

## 概要
1992年にデビューした3000A形の置き換え用として、3000V形以来5年ぶりに導入された車両である。当初は3000V形2次車として投入が予定されていたが、車体外観を一新したため30年ぶりの新形式としている。
1971年（昭和46年）に登場した1000形以来50年ぶりに川崎重工業がブルーラインの車両を受注し、2021年10月に車両事業を継承した川崎車両が製造を担当した。
1編成あたりの製造費用は約13億5000万円である。

## 車体
外観は横浜市が行った各種調査から「横浜のイメージ」や「横浜らしさ」を抽出し、「海辺の先進的な都会感」をコンセプトとして位置づけ、凛とした佇まいとスピード感を感じさせるデザインとしている。
先頭部の構体形状は、従来の車両の面影を残しつつ、体的に平面や直線のエッジを際立たせた構成とし、車体外観を一新している。そのため、見る角度によって表情を変化させ躍動感を感じるデザインとしている。併せて、従来は横に並べていた前照灯や尾灯も、縦配列としている。従来車と並ぶと車体幅がスリムに見えるが同じである。構体は、オールステンレスとし、新規設計等によって軽量化を図っている。

## 車内

### 客室設備
客室内はラインカラーや路線名（ブルーライン）である青を基本とし、床敷物や座席に採り入れている。車内を広く明るく見せるため、車間貫通扉や座席の袖仕切にガラスを多用している。安全性向上と防音のため両側に設けられた貫通扉は、3000V形同様に全面ガラスを採用しているが、衝突防止のためプリントされている横浜の名所や建物は異なるものとなっている。バリアフリーの観点からホームと車両の床面の段差を極力無くし、乗降口付近の床面や乗降扉の中央部は黄色に色分けを行なっている。また、全車の湘南台方の車端部に設置している車椅子スペース・ベビーカースペースでは、握り棒や二段の手すり、固定ベルトを設けている。
座席は、車間部は6人掛け、車端部は3人掛けのロングシートを使用し、1人あたりの座席幅を従来車より10 mm広くさせた（470 mm→480 mm）バケットシートとしている。柄や色は、ゆずりあいシートを含めて同一の青色を使っているが、ゆずりあいシート付近は床の色に赤色、壁の色に白色（一般席部は灰色）を使うことで認識しやすくしている。様々な人に利用出来るように、スタンションポールや10 cm程低くしたつり革を設置している。
安全対策として、全車両のドア上の鴨居部に防犯カメラを千鳥状に1両あたり3か所、非常通報装置を4か所設置している。
より分かり易く情報を提供するため、幅1,500 mmの各乗降口上に、17.5形の液晶ディスプレイ（車内案内表示装置）を2基ずつ設置している。左側は広告動画用を、右側は4か国語5言語を表示可能な次駅案内用としている。また、停電時でも一部のディスプレイは車載のバッテリーで表示が可能となっており、非常時でも視覚的な案内を可能にしている。

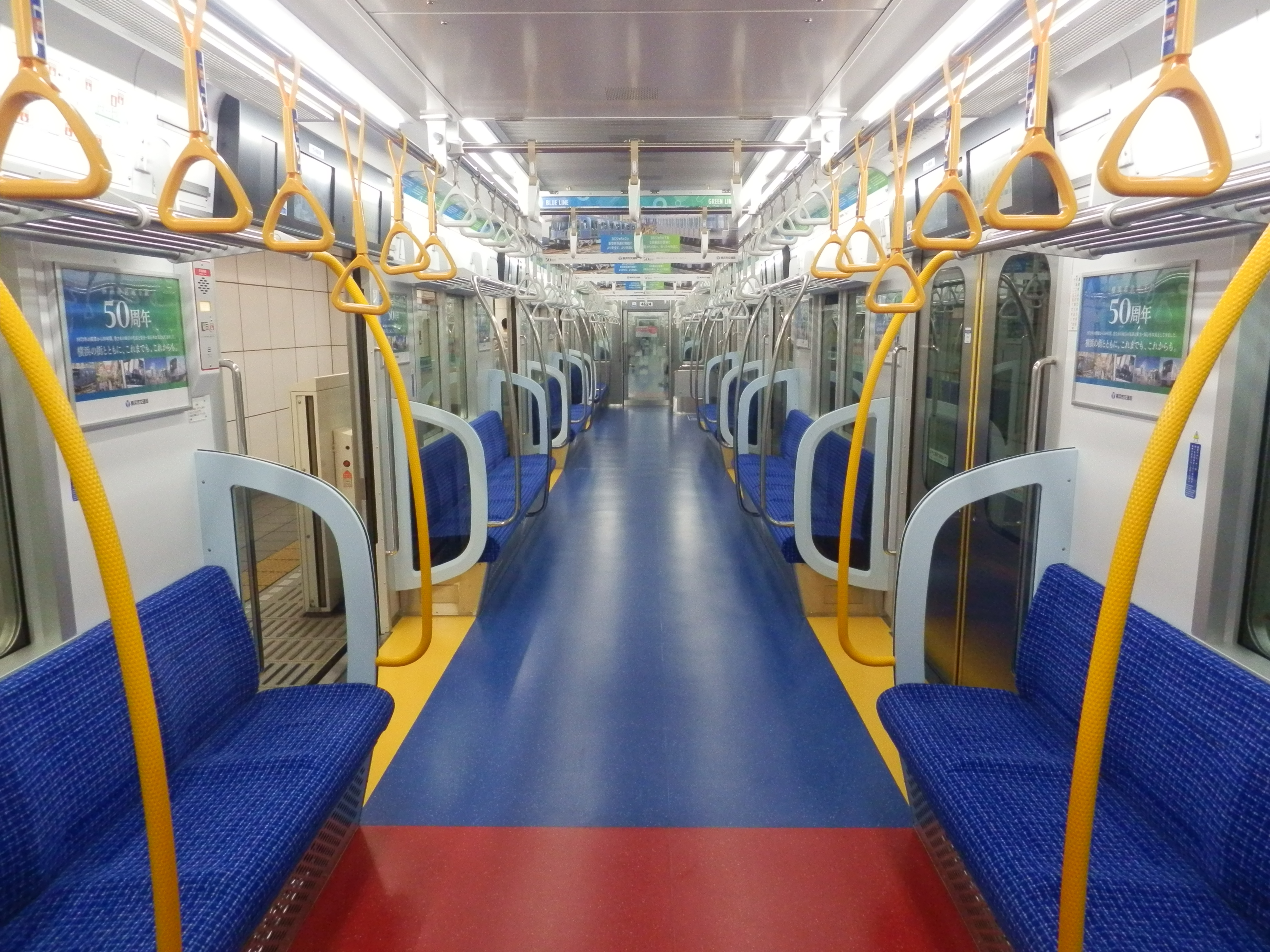
車内
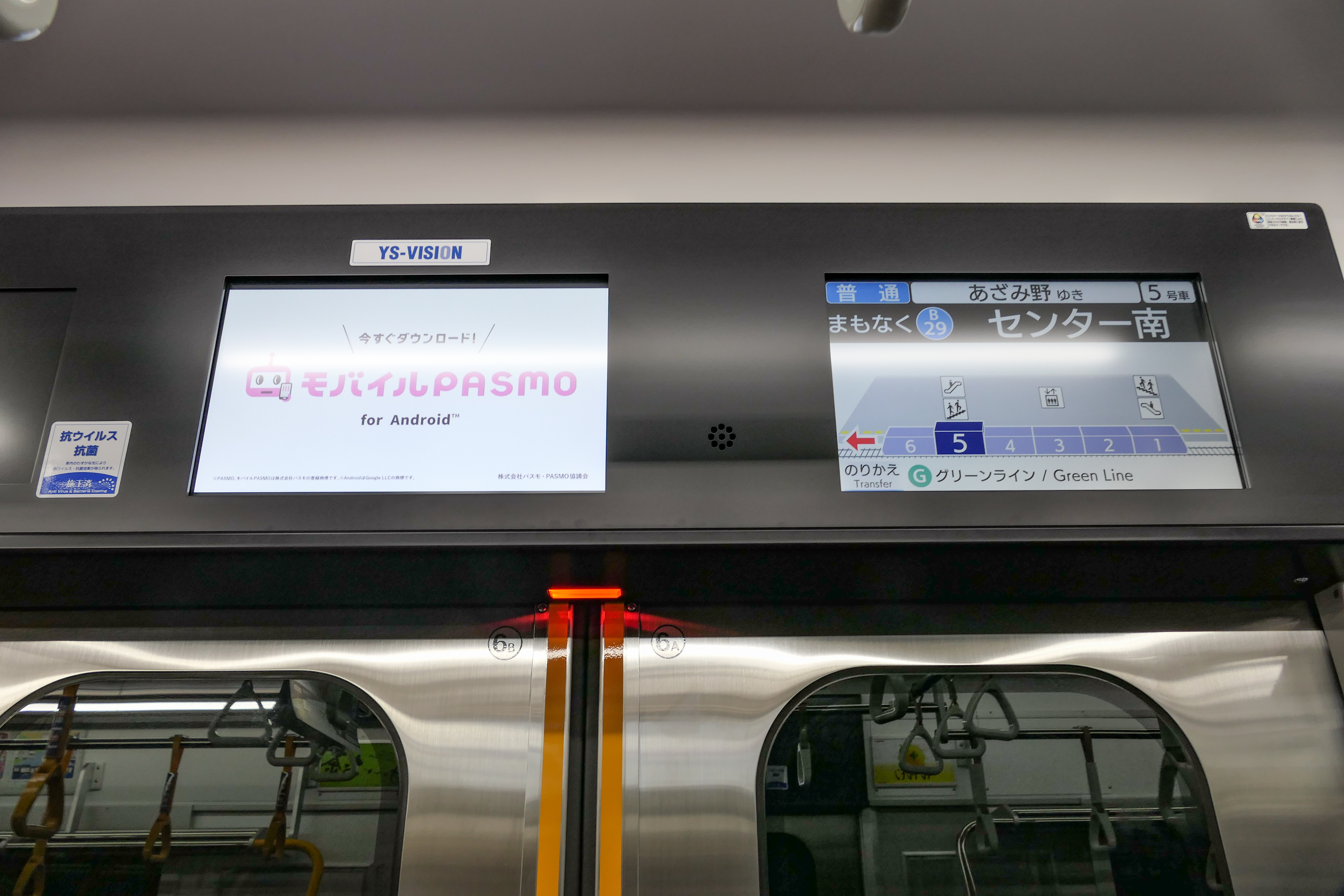
LCD式車内案内表示器
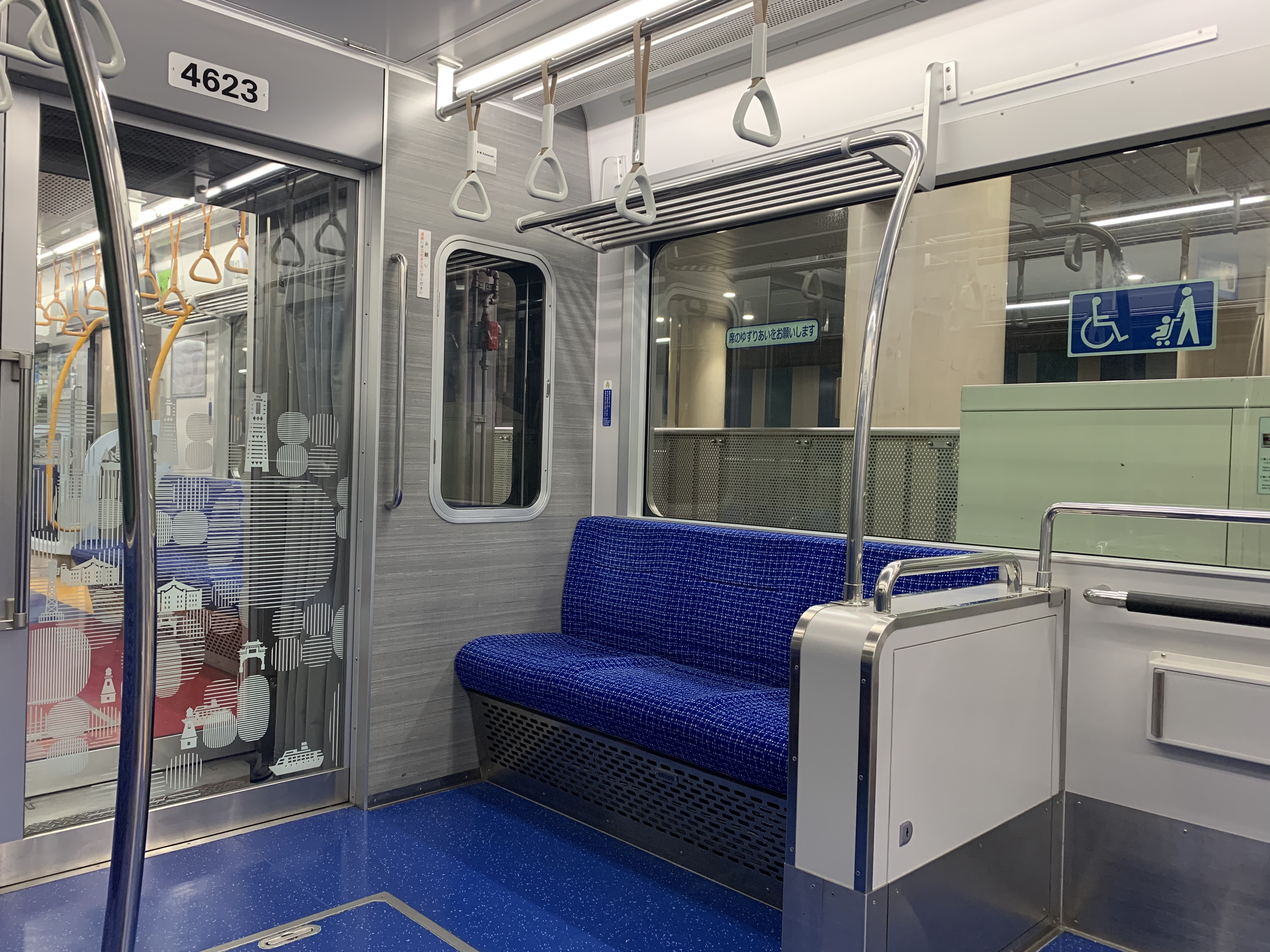
優先座席と車椅子スペース

### 乗務員室
乗務員室はワンマン運転を前提とした設計としており、操作性や視認性を考慮し、従来の機器配置を再度見直した設計としている。

ホーム監視の映像を従来の4画面を横一列にする表示から、運転台に設けた15インチ程の液晶ディスプレイ1基に、田の字型に4分割で表示する方式に改良している。速度計は従来のデジタル式から、丸型のアナログ式に変更している。

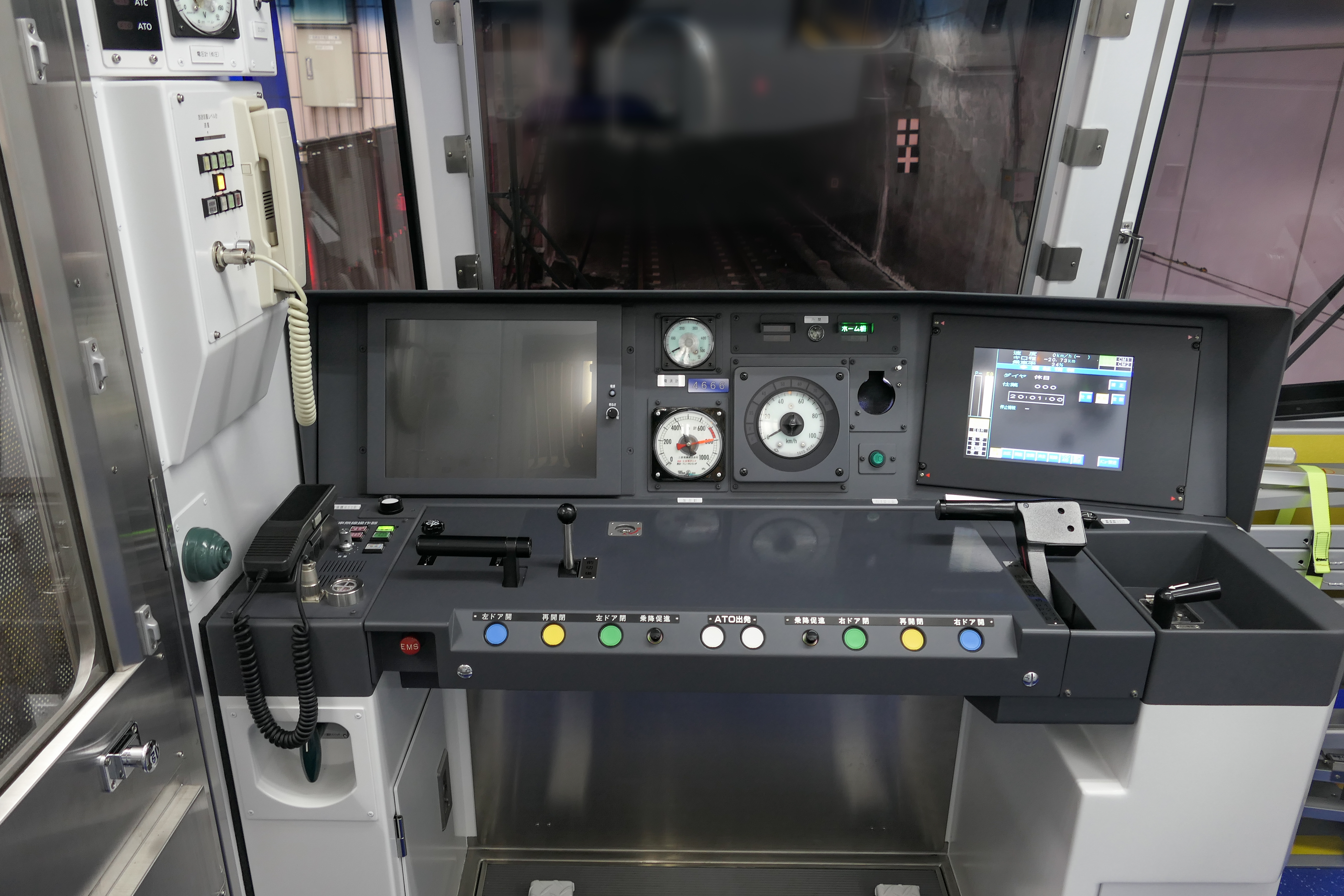
運転台

## 編成
|          | ← 湘南台方面あざみ野方面 → | ← 湘南台方面あざみ野方面 → | ← 湘南台方面あざみ野方面 → | ← 湘南台方面あざみ野方面 → | ← 湘南台方面あざみ野方面 → | ← 湘南台方面あざみ野方面 → | 製造年度 |
| 形式     | 4xx1 (Tc1)                 | 4xx2 (M2)                  | 4xx3 (M3)                  | 4xx4 (M4)                  | 4xx5 (M5)                  | 4xx6 (Tc6)                 | 製造年度 |
| 搭載機器 | CP                         | VVVF                       | SIV                        | VVVF                       | SIV                        | CP                         | 製造年度 |
| 動輪軸   | ○▼○ ○○                     | ●▼● ●▼●                    | ●● ●●                      | ●▼● ●▼●                    | ●● ●▼●                     | ○○ ○○                      | 製造年度 |
| 自重     | 32 t                       | 35.5 t                     | 33.5 t                     | 35.5 t                     | 34 t                       | 31.5 t                     | 製造年度 |
| 車両番号 | 4621                       | 4622                       | 4623                       | 4624                       | 4625                       | 4626                       | 2022年度 |
| 車両番号 | ：                         | ：                         | ：                         | ：                         | ：                         | ：                         | 2022年度 |
| 車両番号 | 4661                       | 4662                       | 4663                       | 4664                       | 4665                       | 4666                       | 2022年度 |
| 車両番号 | 4671                       | 4672                       | 4673                       | 4674                       | 4675                       | 4676                       | 2023年度 |
| 車両番号 | ：                         | ：                         | ：                         | ：                         | ：                         | ：                         | 2023年度 |
| 車両番号 | 4691                       | 4692                       | 4693                       | 4694                       | 4695                       | 4696                       | 2023年度 |

凡例
- VVVF：VVVFインバータ装置
- SIV：補助電源装置（静止形インバータ）
- CP：空気圧縮機
- ▼：集電装置

## 今後の予定
2022年度末までに5編成、2023年度までに3編成が導入され、3000A形を代替する予定。
また、3000S形置き換え用として、4000形2次車8編成が2027 - 2030年度にかけて導入される予定となっている。
なお、製造は総合車両製作所となる予定。